# Boreus westwoodi
Boreus westwoodi är en näbbsländeart som beskrevs av Hagen 1866. Boreus westwoodi ingår i släktet Boreus och familjen snösländor. Arten är reproducerande i Sverige. Inga underarter finns listade i Catalogue of Life.

## Bildgalleri

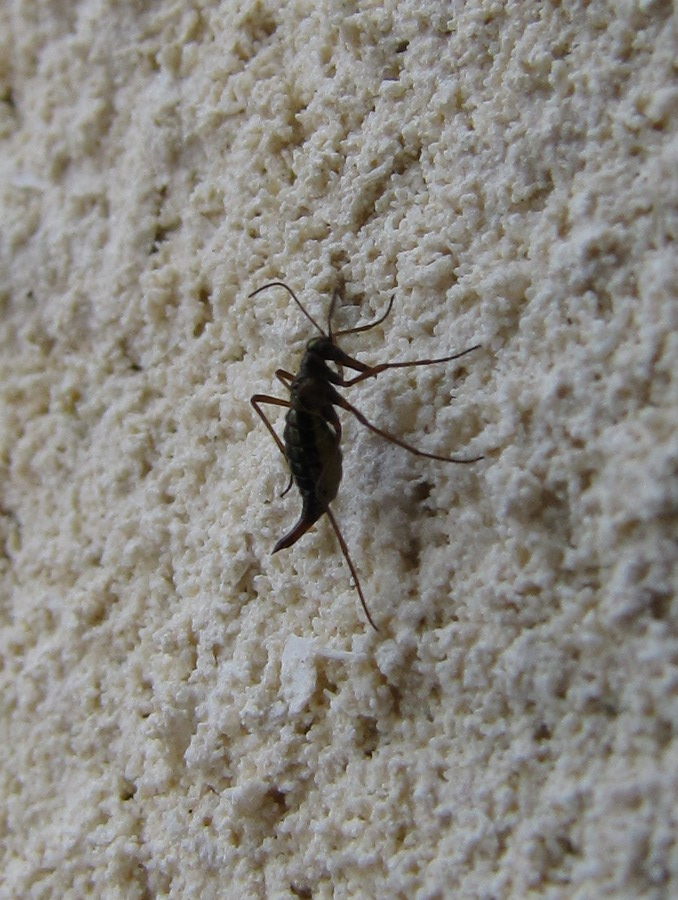
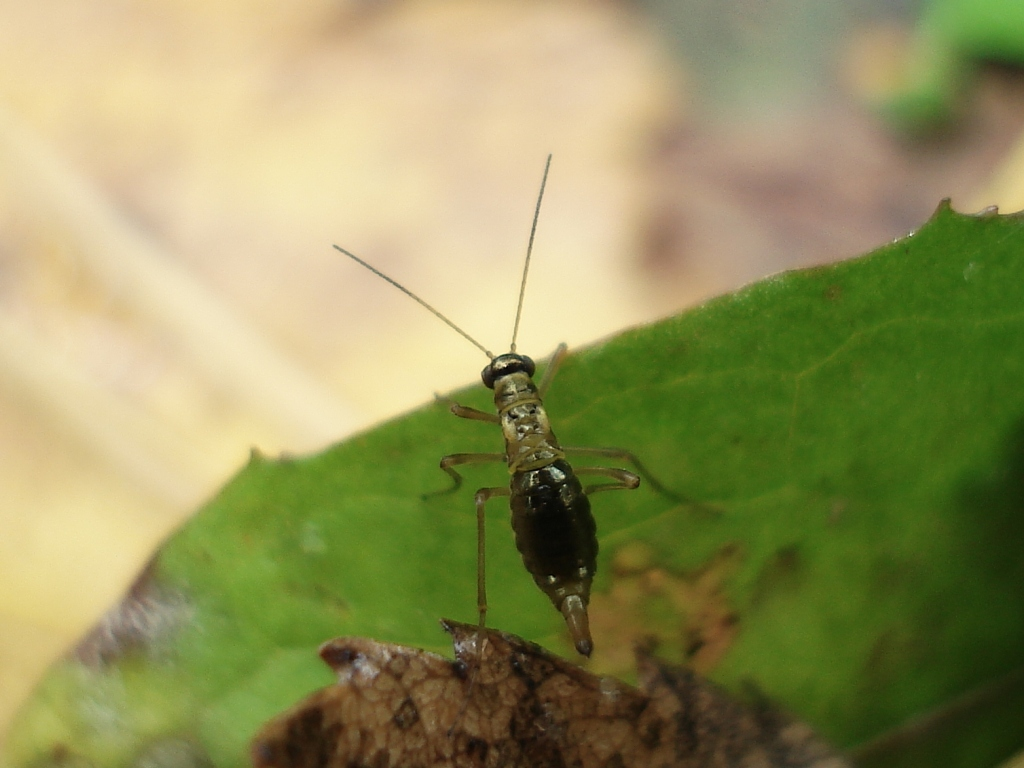
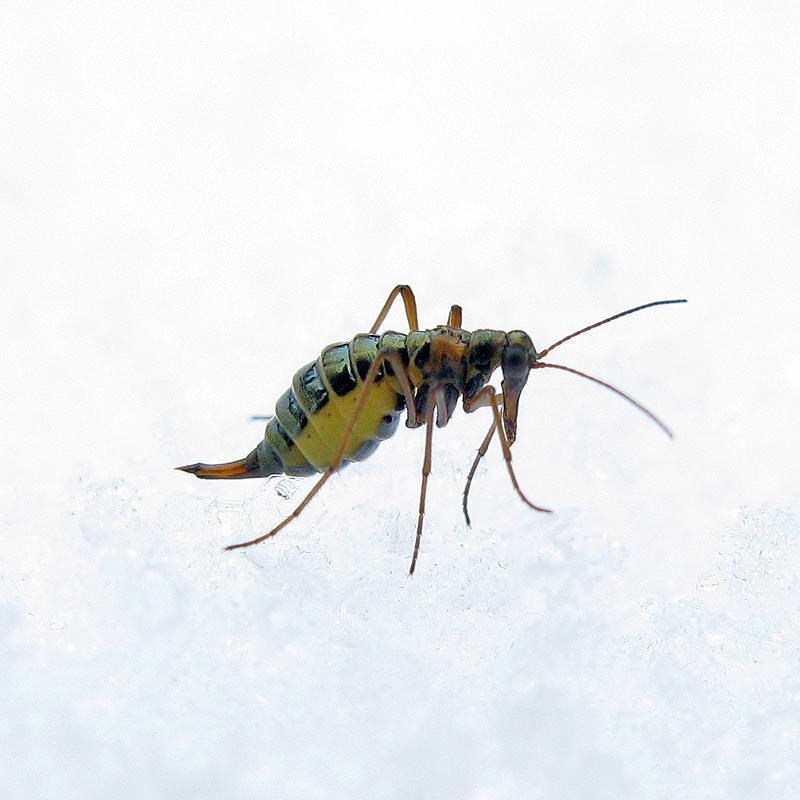
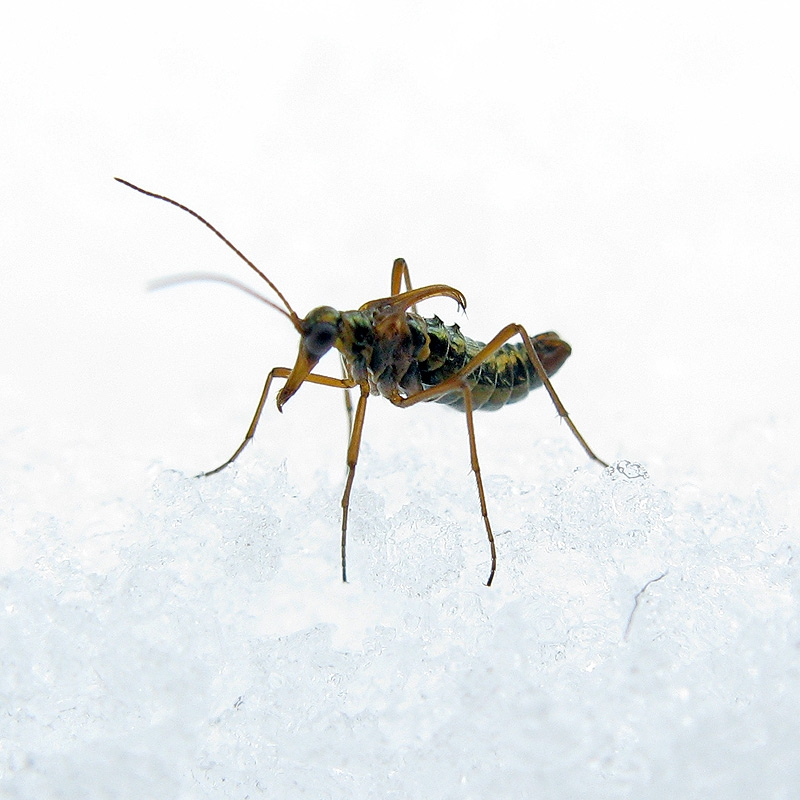